# San Diego Open 2023
San Diego Open 2023 (cunoscut și sub numele de Cymbiotika San Diego Open presented by ResMed din motive de sponsorizare) a fost un turneu de tenis feminin care s-a jucat pe terenuri dure în aer liber. A fost cea de-a 2-a ediție a evenimentului feminin, care este un eveniment WTA 500 din circuitul WTA 2023. A avut loc la Barnes Tennis Center din San Diego, Statele Unite, în perioada 11-16 septembrie 2023. Evenimentul masculin a fost întrerupt în acest an ca urmare a revenirii circuitului ATP în China.

## Campioni

### Simplu
Pentru mai multe informații consultați San Diego Open 2023 – Simplu feminin

### Dublu
Pentru mai multe informații consultați San Diego Open 2023 – Dublu feminin

## Distribuția punctelor
| Probă          | C   | F   | SF  | QF  | R16 | R2  | Q   | Q2  | Q1  |
| Simplu feminin | 470 | 305 | 185 | 100 | 55  | 1   | 25  | 13  | 1   |
| Dublu feminin  | 470 | 305 | 185 | 100 | 1   | N/A | N/A | N/A | N/A |